# Seleção Zimbabuense de Futebol
A Seleção Zimbabuana de Futebol, apelidado de The Warriors (Os Guerreiros) é o time que representa o Zimbabwe e é controlada pela Associação de Futebol do Zimbabwe. Eles eram conhecidos como Seleção de Futebol da Rodésia do Sul de 1939 a 1964, e Seleção de Futebol de Rodésia até 1980, quando Rodésia tornou-se Zimbabwe. Ela é filiada à FIFA, CAF e à COSAFA.
Nunca se classificaram para a Copa do Mundo, e a primeira vez que se classificaram para a Copa das Nações Africanas foi em 2004. Participaram ainda da edição de 2006, onde foi eliminado ainda na primeira fase, como em 2004.
Tem como títulos a Copa COSAFA que ganharam por quatro oportunidades: 2000, 2003, 2005 e 2009. Também possuí o título da Copa CECAFA conquistado em 1985.

## Títulos
| CONTINENTAIS | CONTINENTAIS | CONTINENTAIS | CONTINENTAIS            |
|              | Competição   | Vezes        | Ano                     |
| ------------ | ------------ | ------------ | ----------------------- |
|              | Copa CECAFA  | 1            | 1985                    |
|              | Copa COSAFA  | 4            | 2000, 2003, 2005 e 2009 |